# Victory Challenge

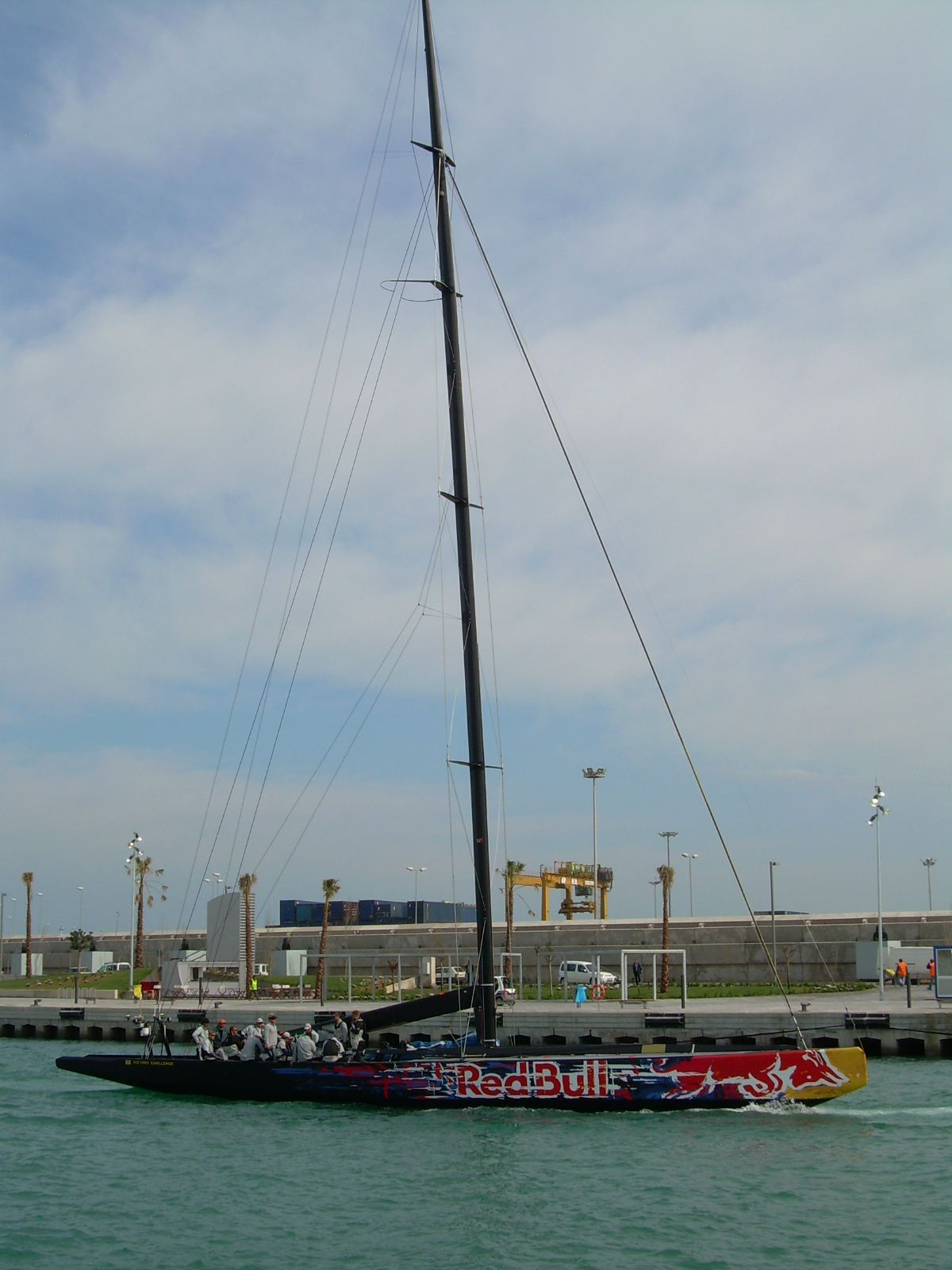
Victory Challenge beim 32. America’s Cup 2007

Victory Challenge ist ein schwedisches Yachtsyndikat.
Das Team nahm in den Jahren 2003 und 2007 am America’s Cup teil und wurde dabei von dem schwedischen Medienunternehmen Stenbeck gesponsert. Nach dem Tod des Gründers Jan Stenbeck geriet das Team in eine Krise, konnte aber dennoch durch den Einstieg von Red Bull von Hugo Stenbeck weitergeführt werden. Skipper ist der Schwede Magnus Holmberg.
Im Louis Vuitton Cup, der Qualifikationsveranstaltung der Herausfordererteams für den America’s Cup, belegte das Syndikat im Jahr 2003 mit sieben Gesamtpunkten aus der Round Robins den fünften Platz. Im Hoffnungslauf des Viertelfinals unterlag Victory Challenge dem Luna Rossa (Prada)-Team. Auch den nächsten America’s Cup 2007 beendete Victory Challenge auf dem fünften Rang.